# Tongúes
Los togúes o tongwe son un pequeño grupo étnico y lingüístico de la región de Kigoma (Tanzania), a lo largo de las costas del lago Tanganica, desde Ujiji al norte hasta Kashaguru al sur y en Uvinza. En 2000, la población tongú se estimaba en 31.551, otras estimaciones cuantifican 58.000 tongúes, profesando en su mayoría la fe islámica (70%) y en menor medida el cristianismo (20%), aunque fuertemente sincretizados con sus cultos y adoraciones animistas.
Esta tribu se dedica principalmente al cultivo de arroz. También son cazadores-recolectores. Su tasa de alfabetización es escasa.
Su origen se encuentra en el Congo, y eventualmente cruzaron a la otra orilla del lago, en su actual ubicación en Tanzania, cerca del parque nacional Mahale. En este parque se encuentra la cima Nkungwe (2.460 m), montaña sagrada para los tongúes. Los tongúes se vieron drásticamente afectados por las migraciones Ujamaa (1961); un grupo de tongúes movilizados a la región de Rukwa se autorrenombraron como bende. A veces también se les identifica como holoholo.